# Giovanni Battista Zupi
Giovanni Battista Zupi ou Zupus (Catanzaro, 2 de novembro de 1589 — 26 de agosto de 1667) foi um astrônomo, matemático e padre jesuíta italiano. Em 1639, Giovanni foi a primeira pessoa a descobrir que Mercúrio tinha fases orbitárias, assim como a Lua e Vênus. Suas observações mostraram que o planeta tinha sua órbita ao redor do Sol. Isso ocorreu apenas trinta anos após a fabricação do primeiro telescópio por Galileu Galilei, e o de Zupi era apenas um pouco mais potente. Ele morreu em Nápoles.

## Atividade científica
Um brilhante astrônomo observacional, Zupi colaborou assiduamente com Francesco Fontana (c. 1580-1656), que usou um telescópio feito com duas lentes convexas. Em seu livro Novae Coelestium, Fontana afirma que Zupi foi o primeiro a observar faixas horizontais na superfície do planeta Júpiter. 
Em 1639, ele foi a primeira pessoa a descobrir que o planeta Mercúrio tem fases orbitais, assim como a Lua e Vênus. Suas observações mostraram que o planeta orbita o Sol. Isso foi apenas 30 anos depois que Galileu projetou o primeiro telescópio, e o de Zupi era apenas um pouco mais poderoso. Giovanni Riccioli (1598-1671) deu conta dessa descoberta em sua obra Almagestum Novum.
Já em 1622, Zupi declarou-se um defensor do sistema Tychonic, que ele definiu como "satis probabile". Zupi elaborou uma teoria que circulou amplamente nos círculos jesuítas, segundo a qual o universo era composto de três céus: o primeiro, chamado de planetas, "et constet ex purissimo et liquidissimo aere", o segundo, o céu das estrelas fixas, "et est solidum", e o terceiro, o Empíreo, "iuxta theologorum doctrinam".
«Tanto Davide Imperiali como Giovanni Battista Zupi foram autores de tratados sobre mecânica que permaneceram em manuscrito, fortemente inspirados em Le Mecaniche de Galileu. O de Zupi é intitulado Exercitationes in Mechanicis Aristotelis e está incluído em um volume diverso datado de 1634. É, sem dúvida, o curso de aulas de mecânica ministrado pelo jesuíta no colégio napolitano. Ao contrário do título, o curso, longe de seguir os tradicionais tratados pseudo-aristotélicos sobre mecânica, é realizado de acordo com a nova direção galileana.
A cratera Zupus na Lua foi nomeada assim após sua morte.